# Nikolaï Zabolotski
Nikolaï Alekseïevitch Zabolotski (en russe : Никола́й Алексе́евич Заболо́цкий) est un poète, écrivain pour enfants et traducteur soviétique de langue russe né le 24 avril 1903 (7 mai dans le calendrier grégorien) près de Kazan dans l'Empire russe et mort le 14 octobre 1958 à Moscou. Il est l'un des fondateurs du groupe d'avant-garde russe Oberiou.

## Biographie
Fils d'un conseiller agricole et d'une mère qui avait été institutrice, Nikolaï Alekseïevitch Zabolotski passe son enfance dans le village de Sernour (maintenant en République des Maris) et la ville d'Ourjoum (maintenant dans l'oblast de Kirov). Il commença à produire à sept ans des écrits imitatifs.
En 1920, il termina ses études au collège d'Ourjoum et l'année suivante il poursuivit des études à la Faculté de Médecine de Moscou et des études de philologie à la Faculté de Lettres de la capitale. En août 1921, il entra à l'Institut Pédagogique Alexandre Herzen de Petrograd. Renonçant à enseigner la littérature, il devint écrivain professionnel et à partir de 1926 sa poésie, dont de nombreux poèmes pour enfants, furent publiés dans des journaux et des revues de Leningrad. Il est alors influencé par les futuristes tels Vladimir Maïakovski et Velimir Khlebnikov, les poèmes lyriques d'Alexandre Blok et de Sergueï Essénine et les artistes Pavel Filonov et Marc Chagall. Au cours de cette période, Zabolotski rencontre sa future épouse, Ekaterina Klykova (1906-1997).
À l'automne 1927, il fonda avec Alexandre Vvedenski, Igor Bakhterev (ru) et Daniil Harms l'éphémère Oberiou (acronyme de « Association pour l'art réel » (en russe, Объединение реального искусства)) qui se réunissait autour de l'Institut de culture artistique à Leningrad. Le 24 janvier 1928 il participa à une soirée « Trois heures de gauche » avec lecture de vers, projection d'un film et mise en scène d'une pièce de Daniil Harms. Cela suscita des attaques de Nilytch dans La Relève mais Samuel Marchak qui dirigeait les éditions pour enfants les invita à collaborer à la revue Hérisson qui fut fermée à la fin de 1931. L'année 1928 vit aussi la publication de la Déclaration Obériou dont il fut le rédacteur principal. Mais l'administration entravant la Société pour l'Art Réel les contraignit à organiser des réunions qui avaient lieu habituellement le dimanche dans le "Cercle des Savants peu savants".
En 1929, il publia Colonnes décrivant la veulerie, les trafics et les escroqueries pendant la Nouvelle politique économique (NEP), qui fut violemment critiquée par la RAPP (Association russe des écrivains prolétariens) et la revue Sentinelle.
En 1931, les réalisateurs Grigori Kozintsev et Leonid Trauberg firent appel à lui pour écrire les paroles de la chansonnette de La Théière, reprise dans la première partie du film La Seule. En 1932 parut son deuxième recueil Poèmes et en 1933 son épopée Le Triomphe de l'Agriculture suspectée d'ironie malicieuse qui tournait en dérision l'idéologie officielle et qui fut retirée de la circulation. Faisant des concessions à la ligne idéologique du parti au pouvoir, il devint membre de l'Union des écrivains soviétiques et en 1937, il publia son Deuxième Livre rassemblant des poèmes consacrés à la nature contenant des thèmes panthéistes.
En 1938, il fut déporté au Goulag en Sibérie. En 1944, après appel, il est libéré mais reste exilé à Karaganda. En Sibérie, il continue son travail de création et traduit Le Dit de la campagne d'Igor. Il est libéré en 1945 et revient à Moscou en 1946 où il est recueilli quelque temps par Vassili Ilienkov et sa famille dans leur datcha de Peredelkino. Il réintègre l'Union des écrivains soviétiques. Il publia en 1948 un livre de poèmes, mais il fut déporté de nouveau en 1953. Il a témoigné de cette expérience des camps et de la prison dans L'Histoire de ma prison qui ne fut publiée qu'en 1988. Pendant ces nombreuses années d'exil et de déportation, il ne put publier que cinq ou six petits poèmes.
Il traduit le poème épique géorgien Le Chevalier à la peau de panthère de Chota Roustaveli et Le Dit de la campagne d'Igor d'auteur anonyme, ainsi que des poètes allemands, hongrois, tadjiks et ouzbeks mais surtout géorgiens modernes tels que David Gouramichvili (ka), Vaja-Pchavela, Grigol Orbeliani (ka) et voyage fréquemment en Géorgie. Zabolotski reprend également sa propre activité de poète. Cependant, son style subit un changement radical : sa poésie prend une forme plus traditionnelle et conservatrice et est comparée à celle de Fédor Tiouttchev.
Ce n'est qu'en 1956, au moment du Dégel, qu'on se mit à publier sa poésie (La Petite Fille laide, La Vieille Actrice). Ayant subi une crise cardiaque, Zabolotski habita dès lors à Taroussa. En 1957, il travailla à nouveau pour le cinéma en écrivant les poèmes du film La Reine des neiges de Lev Atamanov. Il meurt d'une seconde crise cardiaque le 14 octobre 1958 à Moscou.

## Sources
- (en) Cet article est partiellement ou en totalité issu de l’article de Wikipédia en anglais intitulé « Nikolay Zabolotsky » (voir la liste des auteurs).